# Bhaktharavalli, Alur
Bhaktharavalli là một làng thuộc tehsil Alur, huyện Hassan, bang Karnataka, Ấn Độ.